# El Dorado Springs
El Dorado Springs és una població dels Estats Units a l'estat de Missouri. Segons el cens del 2000 tenia 3.775 habitants.

## Demografia
Segons el cens del 2000, El Dorado Springs tenia 3.775 habitants, 1.654 habitatges, i 984 famílies. La densitat de població era de 473,2 habitants per km².
Dels 1.654 habitatges en un 28,1% hi vivien nens de menys de 18 anys, en un 44,1% hi vivien parelles casades, en un 11,8% dones solteres, i en un 40,5% no eren unitats familiars. En el 36,4% dels habitatges hi vivien persones soles el 20,1% de les quals corresponia a persones de 65 anys o més que vivien soles. El nombre mitjà de persones vivint en cada habitatge era de 2,21 i el nombre mitjà de persones que vivien en cada família era de 2,86.
Per edats la població es repartia de la següent manera: un 23,7% tenia menys de 18 anys, un 8,5% entre 18 i 24, un 24,2% entre 25 i 44, un 19,3% de 45 a 60 i un 24,4% 65 anys o més.
L'edat mediana era de 40 anys. Per cada 100 dones de 18 o més anys hi havia 79 homes.
La renda mediana per habitatge era de 20.789 $ i la renda mediana per família de 26.366 $. Els homes tenien una renda mediana de 23.109 $ mentre que les dones 15.197 $. La renda per capita de la població era de 12.575 $. Entorn del 18,7% de les famílies i el 24,9% de la població estaven per davall del llindar de pobresa.

## Poblacions més properes
El següent diagrama mostra les poblacions més properes.